# Teratembia geniculata
Teratembia geniculata is een insectensoort uit de familie Teratembiidae, die tot de orde webspinners (Embioptera) behoort. De soort komt voor in Argentinië.
Teratembia geniculata is voor het eerst wetenschappelijk beschreven door Krauss in 1911.